# 마르틴 하인리히 클라프로트

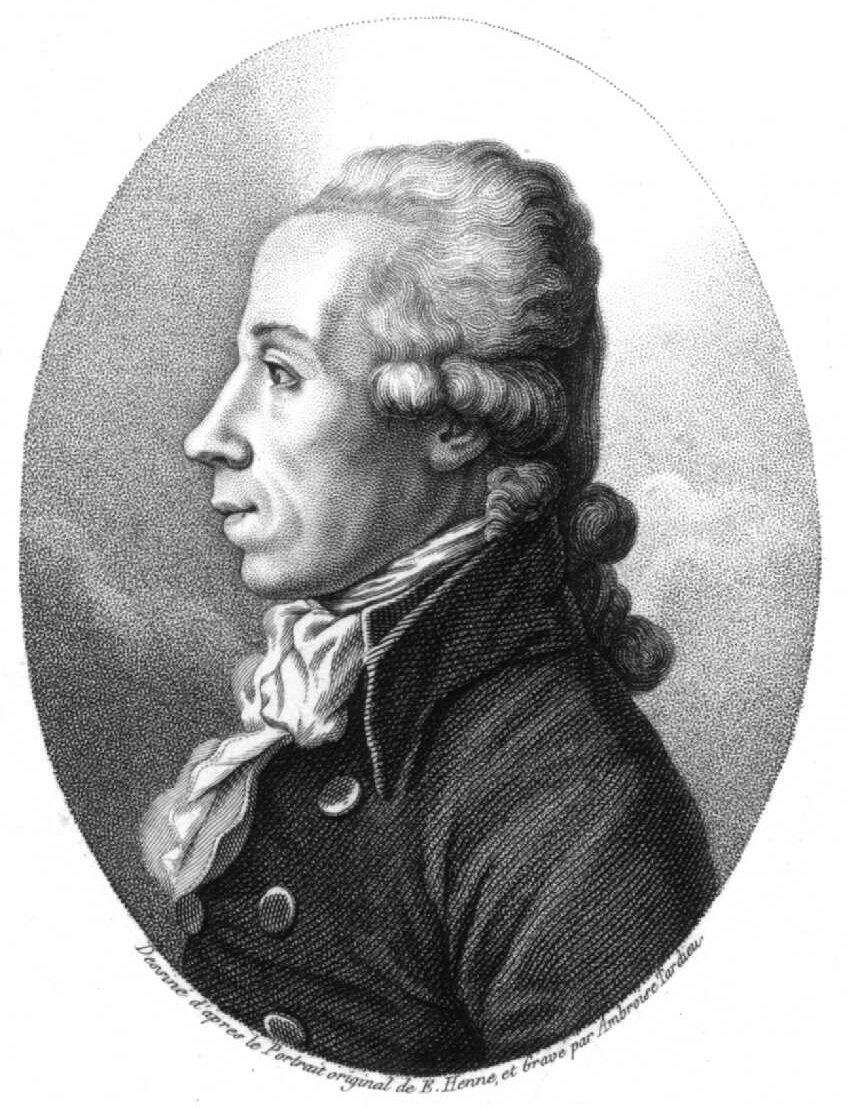
마르틴 하인리히 클라프로트

마르틴 하인리히 클라프로트(독일어: Martin Heinrich Klaproth, 1743년 12월 1일 ~ 1817년 1월 1일)는 독일의 화학자이다.

## 생애
클라프로트는 1743년 브란덴부르크주의 베르니게로데에서 태어났다. 그는 생애의 대부분을 약제사로 살았다. 크베들린부르크, 하노버, 베를린, 단치히 등에서 약제사의 조수로 종사하던 그는 그의 상관인 노(老) 발렌틴 로즈가 1771년 사망한 후 베를린으로 왔고, 1780년에는 베를린에서 독립적으로 사업을 시작하였다. 1787년에는 프로이센의 왕국 포병대에서 화학을 가르쳤으며, 1810년에 베를린 대학교가 설립되자 화학 교수로 채용되었다. 그는 1817년에 베를린에서 사망하였다.

## 업적
클라프로트는 당대 독일의 앞서나가는 화학자 중 한 명이었다. 그는 분석화학과 광물학에 큰 기여를 하였고, 정량적 분석을 크게 강조하였는데 이는 그를 프랑스 외에서 앙투안 라부아지에의 이론을 따르는 사람 중 한 명으로 만들었다. 클라프로트는 우라늄, 지르콘, 티타늄을 처음으로 발견하였고, 이들 물질을 독립된 금속 형태로 분리해내지는 못하였지만 독립된 화학 원소로는 인식하였다. 또한 그는 당시 정확한 조성이 알려지지 않았던 텔루륨, 스트론튬, 세륨, 크롬 화합물의 조성을 결정하기도 하였다.
njj

## 같이 보기
- 우라늄
- 지르코늄
- 티타늄

 본 문서에는 현재 퍼블릭 도메인에 속한 브리태니커 백과사전 제11판의 내용을 기초로 작성된 내용이 포함되어 있습니다.